# Berumbur
Berumbur är en kommun och ort i Landkreis Aurich i förbundslandet Niedersachsen i Tyskland.
Kommunen ingår i kommunalförbundet Samtgemeinde Hage tillsammans med ytterligare fyra kommuner.